# 39P/Oterma
La comète Oterma, officiellement 39P/Oterma, est une comète périodique du système solaire, découverte le 8 avril 1943 par l'astronome finlandaise Liisi Oterma à Turku en Finlande.

## Événements et observations

### XIXesiècleet avant
Pas grand chose peut être dit sur l'orbite de 39P/Oterma avant le XIXe siècle. La comète a pu être aussi bien se situer à l'intérieur de l'orbite de Jupiter (le moins probable), entre l'orbite de Jupiter et celle de Saturne (le plus probable), ou même croiser l'orbite de Saturne. Dans tous les cas, même si la comète n'était pas là jusqu'alors, il y a 20 % de probabilité que la comète se soit approché près (à moins de 2 ua) de Jupiter entre 1815 et 1817, ce qui aurait mené l'orbite de 39P/Oterma à une période plus longue sur une orbite bien définie. Ainsi, depuis au moins le début du XIXe siècle et jusqu'en 1937, l'orbite de la comète était encadrée par l'orbite de Saturne à l'extérieur et celle de Jupiter à l'intérieur. Cela signifie que, pendant cette période, la comète avait une orbite impossible à observer depuis la Terre avec les moyens de l'époque.

### Passage près de Jupiter de 1903
La comète est passée à 216 millions de kilomètres (1,44 unité astronomique) de Jupiter le 27 mars 1903.

### Passage près de Jupiter de 1937
La comète est passée à 24,7 millions de kilomètres (0,165 unité astronomique) de Jupiter le 27 octobre 1937.

### Périhélie de 1942 et découverte
La comète est passée au périhélie le 21 août 1942. La comète fut découverte quelques mois plus tard, le 8 avril 1943, par l'astronome finlandaise Liisi Oterma à l'Observatoire de l'Université de Turku sur une plaque photographique prise le même jour. La comète était alors un objet peu lumineux de magnitude 15 situé dans la constellation de la Vierge. La comète reçut alors la désignation 1942 VII. Rétrospectivement, cette découverte a reçu la désignation provisoire moderne P/1943 G1.
L'orbite de la comète fut calculatée par Leland Erskin Cunningham et R. N. Thomas, qui trouvèrent une orbite avec une excentricité faible, une distance au périhélie de 3,4 unités astronomiques (c'est-à-dire un peu au-delà de la ceinture principale d'astéroïdes) et une période orbitale de 7,9 ans.

### Périhélie de 1950
La comète est passée au périhélie le 16 juillet 1950. Elle a reçu à cette occasion la désignation 1950 III.

### Périhélie de 1958
La comète est passée au périhélie le 10 juin 1958. Elle a reçu à cette occasion la désignation 1958 IV. 

### Capture temporaire par Jupiter de 1961 à 1965 et passage près de la planète de 1963
Du milieu de l'année 1961 à la fin de l'année 1965, la comète subit à nouveau une capture satellitaire temporaire par Jupiter. La comète est passée à 14,2 millions de kilomètres (0,095 unité astronomique) de Jupiter le 12 avril 1963. Ces événements ont radicalement modifié l'orbite de la comète, faisant passer sa période orbitale de 7,9 ans avant la capture à 19,4 ans après.

### Périhélie de 1983
La comète est passée au périhélie le 18 juin 1983.

### Changement de désignation des comètes de 1995
En 1995, la désignation provisoire des comètes change et les comètes périodiques confirmées reçoivent un numéro. La comète Oterma reçoit ainsi la désignation 39P/Oterma.

### Périhélie de 2002
La comète fut réobservée le 1er mai 1998 et jusqu'au 19 septembre 2001. La comète est passée au périhélie le 22 décembre 2002. La comète a reçu à cette occasion la désignation provisoire P/2001 P3.

### Passage près de Saturne de 2011
La comète est passée à 152 millions de kilomètres (1,015 unité astronomique) de Saturne le 3 juin 2011.

### Périhélie de 2023
La comète est réobservée les 3 et 5 juillet 2019,. Le passage au périhélie est prévu le 11 juillet 2023.

### Passage près de Jupiter de 2025
La comète passera à 133 millions de kilomètres (0,889 unité astronomique) de Jupiter le 15 janvier 2025.

### Passage près de Jupiter de 2155
La comète passera à 115 millions de kilomètres (0,771 unité astronomique) de Jupiter le 21 février 2155.

### Passage près de Saturne de 2168
La comète passera à 289 millions de kilomètres (1,93 unité astronomique) de Saturne autour du 1er octobre 2168.

### Passage près de Saturne de 2214
La comète passera à 175+/-5) millions de kilomètres (1,17 ± 0,03 ua) de Saturne entre mai et juillet 2214.

### D'ici auXXIVesiècle
Malgré les passages près de Jupiter et de Saturne mentionnés précédemment, l'orbite de 39P/Oterma conservera ses caractéristiques générales actuelles au moins jusqu'au début du XXIVe siècle. Le demi-grand axe restera entre 7,0 et 7,8 unités astronomiques. La distance au périhélie augmentera lentement jusqu'à 6,1 unités astronomiques alors que la distance à l'aphélie restera comprise entre 8,1 et 9,4 unités astronomiques. L'orbite de la comète restera donc encadrée par l'orbite de Saturne à l'extérieur et celle de Jupiter à l'intérieur. La période de révolution restera comprise entre 18,3 et 21,7 ans.

### XXIVeetXXVesiècles
La situation orbitale de la comète changera à la suite d'un passage près de Saturne, à 0,8+/-0,1 ua, en l'an 2312. Cela va mener la distance au périhélie de la comète, réduite à 5,58 ua en 2400, près de l'orbite de Jupiter, ce qui mènera à un passage rapproché avec la géante orange entre le milieu de 2428 et la fin de 2431. Il y a 35 % de probabilité que ce passage se produise à moins de 1 ua au cours de 2429, mais la distance pourrait être aussi faible que 0,15 ua (22,3 millions de kilomètres).

### XXVesiècleet au-delà
Les données actuelles sur la comète 39P/Oterma ne permettent pas d'extrapoler de façon précise le destin de la comète au-delà du passage de la comète près de Jupiter vers 2430. En effet, les paramètres orbitaux de la comète pourraient prendre des valeurs dans une large gamme. Seules des probabilités peuvent donc être données.
Seulement 10 ans après le passage précédent près de Jupiter, la comète a 11,5 % de probabilité de se retrouver à l'intérieur de l'orbite de Jupiter comme comète quasi-Hilda (ce qui pourrait rendre plus active la comète et la rendre plus facilement observable depuis la Terre). Il y a même une (très faible) probabilité que la comète soit de nouveau capturée par Jupiter, mais il est plus probable que 39P/Oterma demeure un objet inactif analogue à un centaure. Il y a 63 % de probabilité que la comète reste sur une orbite entre Jupiter et Saturne, mais il y a aussi 25% de probabilité que la comète devienne un kronocroiseur (objet croisant l'orbite de Saturne). L'excentricité orbitale pourra se retrouver entre 0,03 et 0,44 et l'inclinaison entre 1,6° et 8,5°.